# Tagaz Aquila
Tagaz Aquila (произносится Аквелла) — легковой автомобиль класса C. Выпуск машин в России осуществлялся на отдельной сборочной площадке в городе Азов.

## Об автомобиле
Первоначально автомобиль имел рабочее название PS511, первое упоминание о нём было сделано в январе 2012 года. В мае 2012 года было объявлено, что Таганрогский автомобильный завод подготовил PS511 к сертификации. С окончательным названием и ценой завод планировал определиться к 10 июня 2012 года. Первый показ PS511 был запланирован на август 2012 года, в рамках Московского международного автосалона.
Название «Aquila» с латинского переводится как «Орёл». Сборка автомобиля производилась на мощностях ООО «Эйч Ти Авто».
На автомобиль в базовой модели устанавливался двигатель 1,6 л, 107 л. с., изготавливаемый по лицензии Mitsubishi. Мотор у автомобиля остался прежним — выпускаемый в Китае 106-сильный Mitsubishi 4G18S, он также устанавливается под капоты BYD F3.
В базовую модель входят кондиционер, электростеклоподъёмники, центральный замок, электрорегулируемые зеркала с подогревом, магнитола, гидроусилитель руля, литые диски, подушка безопасности водителя и ABS. В основе этой модели лежит стальной трубчатый каркас, на который навешаны пластиковые наружные панели кузова, что негативно влияет на безопасность водителя при ДТП. Автомобиль продавался по цене от 415 тысяч рублей на условиях получения машины на заводе.
Новая версия под названием MPM Erelis дебютировала ещё в сентябре 2016 года. Она оснащена силовым агрегатом концерна PSA — это трехцилиндровый турбомотор 1.2 THP (130 л. с., 230 Нм) семейства Puretech в паре с шестиступенчатой механической коробкой передач. Двигатель отвечает нормам Euro 6.2, а заявленный уровень выбросов CO2 — 137 г/км. Компания заявляет, что новая версия динамичнее и экологичнее прежней, но точные параметры не приводит.

## Выпуск в Европе
Известный россиянам по нереализованному проекту хетчбэк Tagaz Aquila начали выпускать в Европе, в пригороде столицы Франции мелкосерийным производством машин, которые получили название MPM Motors PS 160, занялась компания MPM Motors. Aquila продавалась по цене 9 500 евро.
Седан Tagaz Aquila, превратившийся во Франции в модель MPM Erelis, выходит на другие рынки. Фирма бывшего владельца Таганрогского автозавода Михаила Парамонова основала испанское подразделение MPM Motor Hispania и начала местную рекламную кампанию «спорткара на любой кошелек».
Французское предприятие MPM Motors объявило о своем банкротстве и дальнейшем закрытии производства автомобилей в декабре 2020 года.

## Моторы
|                               | Aquila/PS 160                  | Erelis                     |
| двигатель                     | 4-цилиндровый Mitsubishi 4G18S | 3-цилиндровый PSA EB2ADTS  |
| тип                           | Атмосферный                    | Турбированный              |
| топливо                       | бензин                         | бензин                     |
| обЪем цилиндров (см³)         | 1584                           | 1199                       |
| максимальная мощность         | 75 кВт (100 л. с.)             | 96 кВт (130 л. с.)         |
| крутящий момент (Нм)          | 138 Нм                         | 230 Нм                     |
| при оборотах (rpm)            | 3000                           | 1750                       |
| коробка передач               | 5-ступенчатая механическая     | 6-ступенчатая механическая |
| Максимальная скорость(км / ч) | -                              | -                          |
| 0-100 км / ч (с)              | 12                             | -                          |
| Расход топлива (L/100 km)     | 7,2                            | -                          |
| Выбросы CO2 (г / км)          | 158                            | 119                        |
| Экологический стандарт        | Евро-5                         | Евро-6                     |